# لورديس كاسال
لورديس كاسال (بالإنجليزية: Lourdes Casal)‏ (5 أبريل 1938، هافانا في كوبا - 1 فبراير 1981، هافانا في كوبا)؛ كاتِبة وشاعرة أمريكية-كوبية.